# Mikhaïl Evgueniévitch Goudkov
Pour les articles homonymes, voir Goudkov.
Mikhaïl Evgueniévitch Goudkov (en russe : Михаил Евгеньевич Гудков), né le 11 janvier 1983 à Novossibirsk en URSS et mort au combat le 2 juillet 2025 dans le raïon de Korenevo en Russie, est un major-général russe occupant le poste de chef adjoint de la marine russe de mars 2025 jusqu'à sa mort à la suite d'une frappe de missile ukrainien. Il a occupé le poste de commandant de la 155e brigade d'infanterie de marine de la Garde de la flotte du Pacifique. Il est déclaré à titre posthume Héros de la fédération de Russie, devenant ainsi la première personne à obtenir ce titre à deux reprises.

## Biographie
Goudkov naît le 11 janvier 1983 à Novossibirsk, en URSS, et rejoint les forces armées russes en 2000. Goudkov est diplômé de l'École supérieure de commandement militaire de Novossibirsk (en) (faculté « Application des unités de renseignement militaire ») en 2005 et est affecté aux forces aéroportées russes la même année. Il sert dans la 83e brigade d'assaut aéroporté de la Garde dont le quartier général est situé à Oussouriisk, dans le kraï du Primorié.
Goudkov passe du commandement d'un peloton de parachutistes à celui d'un bataillon d'assaut aérien. Après avoir obtenu son diplôme de l'Académie interarmes des forces armées de la fédération de Russie, il est nommé commandant adjoint de la 155e brigade d'infanterie de marine de la Garde, une unité de la flotte du Pacifique opérant à Vladivostok. Il participe aux opérations militaires dans le Caucase du Nord et à l'intervention militaire russe en Syrie.

### Guerre russo-ukrainienne
À partir du 24 février 2022, en tant que commandant de la 155e brigade, Goudkov participe à l'invasion russe de l'Ukraine. Il reçoit le titre de Héros de la fédération de Russie en 2023 et est promu major-général en 2024. En mars 2025, Goudkov est nommé commandant en chef adjoint de la marine russe. Le président Vladimir Poutine annonce sa nomination lors d'une réunion avec l'équipage du sous-marin nucléaire Arkhangelsk. Le président russe lui fait une éloge à cette occasion, « l'unité d'élite sous son commandement étant l'une des meilleures que la Russie possède ». Dans son nouveau rôle, Goudkov est responsable de l'ensemble de l'infanterie navale de la marine russe et de la totalité des troupes de missiles et d'artillerie côtières.
Le 2 juillet 2025, Goudkov est tué par une frappe de missile ukrainienne dans l'oblast de Koursk en Russie. Son décès est annoncé par le gouverneur du kraï du Primorié, Oleg Kozhemyako, le 3 juillet. Selon les chaînes Telegram russes et ukrainiennes, Goudkov et dix autres officiers sont morts dans une frappe ukrainienne sur un poste de commandement près de la ville de Korenovo, à environ 30 kilomètres de la frontière ukrainienne. Le ministère russe de la Défense confirme le 3 juillet sa mort la veille lors d'une mission de combat dans un district frontalier de l'oblast de Koursk,. Les responsables ukrainiens l'avaient auparavant accusé, lui et ses subordonnés, d'avoir commis un certain nombre de crimes de guerre. Goudkov est l’un des officiers militaires russes les plus haut gradés à avoir été tué depuis l’invasion à grande échelle de l’Ukraine en 2022.

## Décorations
- Héros de la fédération de Russie à deux reprises (2023 et 2025 à titre posthume)[9],[10],[11]
- Deux ordres du Courage
- Médaille de Joukov (en)
- Médailles du ministère de la Défense de la fédération de Russie.
- Héros du Primorié[4].

## Honneurs
- À Novossibirsk, une plaque commémorative a été installée en 2024 sur le bâtiment du lycée n° 81, lieu où a étudié Goudkov[12].
- La 155e brigade, portant les ordres de Joukov et de Souvorov, a reçu le titre honorifique « nommé d'après le major-général M. E. Goudkov, Héros de la fédération de Russie à deux reprises »[13].
- Il est prévu d'ériger un monument à Koursk en sa mémoire[14].